# Кордецкий, Августин
Августин Кордецкий (16 ноября 1603 — 20 марта 1673) — польский патриот, настоятель Ченстоховского монастыря.
Когда во время польско-шведской войны 1655 г., король Ян Казимир бежал за пределы государства, шведские войска нигде не встречали серьёзного отпора, многие шляхтичи добровольно переходили к шведам на службу. Поселяне, разграбляемые разбойничьими шайками и объятые паникой, спасались бегством. Ченстоховский монастырь, окруженный стенами, представлял относительно надежную защиту, и сюда сбежалось немалое число окрестных жителей.
18 ноября 1655 г. к монастырю подошёл трёхтысячный шведский отряд (состоящий по большей части из немецких наёмников и присягнувших шведам поляков) под начальством генерала Мюллера. Импровизированный гарнизон, состоявший из окрестных крестьян, верных Яну Казимиру немногочисленных шляхтичей и иноков, под начальством приора Кордецкого храбро выдержал штурм и отразил неприятельский отряд. Началась правильная осада, тянувшаяся более месяца. Истомленный гарнизон не раз уже готов был сдаться шведам, но храбрый приор умело поддерживал бодрость духа осажденных.
24 декабря шведы сделали последнюю попытку завладеть монастырем, но были отбиты и ночью сняли осаду. Весть о геройской защите Ченстоховской святыни облетела всю Польшу и ободрила народ, дружными усилиями которого страна была очищена от неприятелей. Успешная защита монастыря была приписана особому покровительству Божьей Матери, вследствие чего благоговение польского народа к Ченстоховской святыне значительно возвысилось.
Похоронен в стене капеллы Девы Марии на Ясной горе. Там же ему поставлен памятник.
Является персонажем второго плана исторического романа Генрика Сенкевича «Потоп». В экранизации книги Ежи Гофмана (1974) роль А. Кордецкого сыграл актёр Станислав Ясюкевич, умерший во время съёмок.